# Knabenkräuter

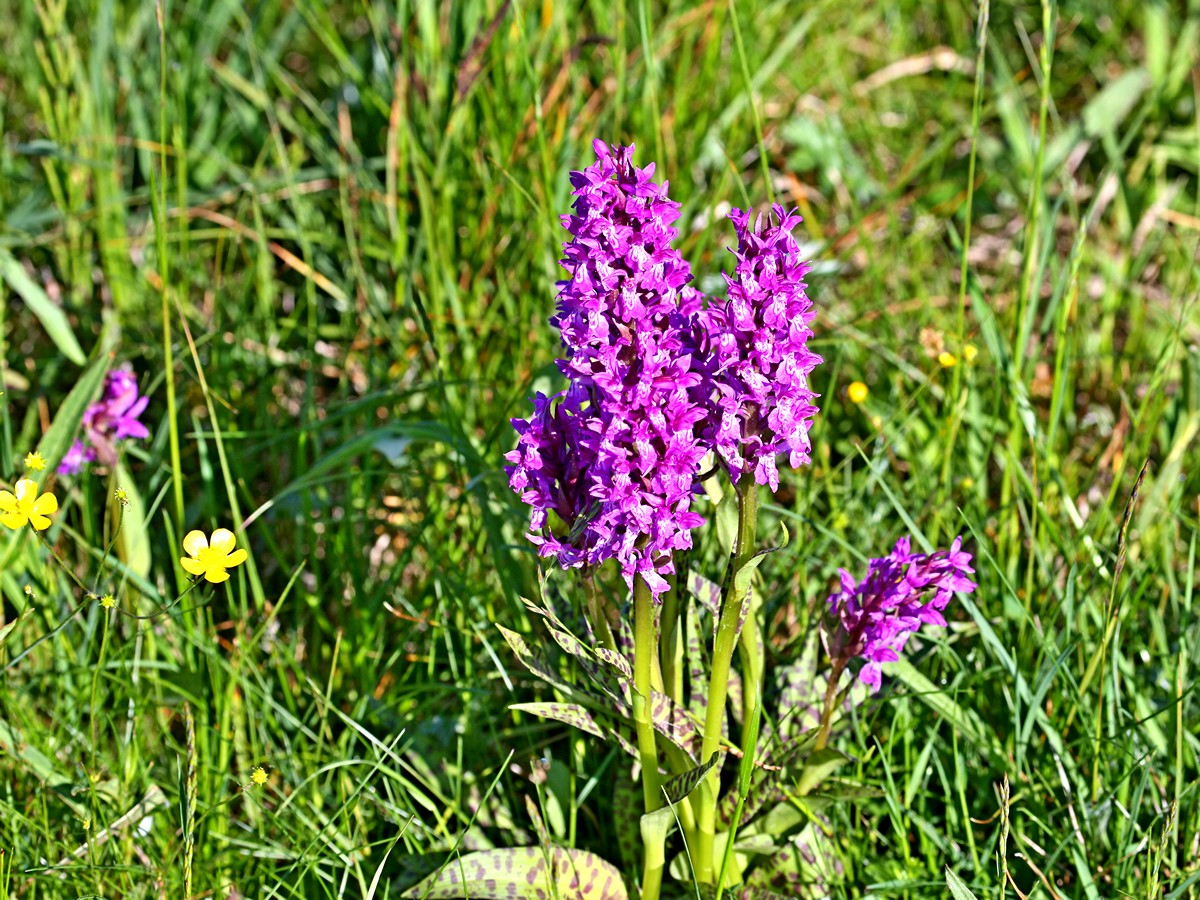
Breitblättriges Knabenkraut (Dactylorhiza majalis)

Mehrere Gattungen der Orchideen werden im Volksmund Knabenkräuter genannt und auch als Stendelwurz, Standwurz oder Satyrion bezeichnet. Botanisch gesehen sind es die Gattungen Dactylorhiza, Orchis und einige andere, teils monotypische Gattungen.

## Merkmale

### Knabenkräuter der Gattung Dactylorhiza
- Meist gefleckte Laubblätter.
- Laubblätter am Stängel verteilt, nach oben hin kleiner werdend.
- Immer an den blütenbegleitenden Hochblättern zu erkennen.
- Viele Arten besiedeln feuchte Standorte.
- Knollen ähneln einer Hand.

### Knabenkräuter der Gattungen Orchis, Neotinea und Anacamptis
- Es gibt gefleckte und ungefleckte Laubblätter, die Anzahl der Arten mit ungefleckten Blättern überwiegt.
- Blätter in einer Rosette angeordnet, meist 1–2 scheidige Blätter den Stängel umfassend.
- Die meisten Arten besiedeln mäßig feuchte bis trockene Böden.
- Knollen oval bis rund.

Die Arten der Gattung Neotinea wurden, mit Ausnahme einer Art, bis 1997 zur Gattung Orchis gerechnet. Auch zahlreiche ehemals zu Orchis gehörende Arten der Gattung Anacamptis (Hundswurzen) werden Knabenkräuter genannt.

### Andere Arten und Gattungen, die ebenfalls „Knabenkraut“ genannt werden
- Rosa Kugelorchis auch Rote Kugelorchis oder Rosa Kugel-Knabenkraut (Traunsteinera globosa)
- Gelbe Kugelorchis, auch Gelbes Kugel-Knabenkraut (Traunsteinera sphaerica)
- Zwergstendel, auch Zwerg-Knabenkraut (Chamorchis alpina)
- Rundblättriges Knabenkraut (Amerorchis rotundifolia)